# Franz Christoph von Hutten zum Stolzenberg
Franz Christoph von Hutten zum Stolzenberg (castelo de Stolzenfels, 6 de março de 1706 - Speyer, 20 de abril de 1770) foi um cardeal do século XVIII

## Biografia
Nasceu em castelo de Stolzenfels em 6 de março de 1706. De uma família antiga e nobre. Segundo filho de Franz Ludwig von Hutten e Johanna Juliana von Bicken. Ele foi batizado em 8 de março de 1706. Ele também está listado como Francesco Cristofano de Hutten; e Francesco Cristofano de Huten de Stolzemberg; e seu sobrenome como Hutten zu Stolzenfels; e como Stolzemberg de Hutten.
Estudos iniciais em casa sob a disciplina de excelentes tutores. Decidiu entrar no estado eclesiástico e recebeu a tonsura em 18 de novembro de 1716. De 1716 a 1723, como aluno aristocrático, estudou no Julianeum ( Seminarium Nobilium ) em Würzburg, que o febronianista Caspar Barthel liderou como regente; depois, estudou teologia na Pontifícia Academia dos Nobres Eclesiásticos, Roma, a partir de 1727; em Roma, assistiu às conferências de Monsenhor Prospero Lambertini, futuro Papa Bento XIV; ele também estudou direito na Universidade de Siena. Recebeu o subdiaconato em Würzburg em 11 de junho de 1729.
Cônego e prebendário da colegiada de Sankt Alban, diocese de Mainz; e de Sankt Nicholas em Comburg. Cônego e prebendário da colegiada de Homburg, diocese de Würzburg. Domizellar em Speyer; e, em 1730, domkapitular ; ele era o membro mais jovem do capítulo da catedral.
Eleito por unanimidade bispo de Speyer pelo cabido da catedral, em 14 de novembro de 1743. Recebeu o diaconato em 1743. Preconizado pelo papa, em 3 de fevereiro de 1744, mantendo seus benefícios e com dispensa por ainda não ter recebido a ordenação sacerdotal; concedeu permissão para receber a consagração episcopal de um bispo e dois abades, 7 de fevereiro de 1744. Ele era príncipe do Sacro Império Romano.
Ordenado em 1º de janeiro de 1744. Recebeu a consagração episcopal em 17 de maio de 1744, em Bruchsal, de Christoph Nebel, bispo titular de Cafarnaum, sufragâneo de Mainz, auxiliado por Engelbert Kinbacher, OSB, abade de Amorbach, e por Bernhard Beck, OSB , abade de Schwazbach. Ele completou a igreja de São Pedro em Bruchsal como o local de descanso dos príncipes bispos de Speyer. Ele, como seu antecessor, lutou pela implementação da reforma tridentina em sua diocese. Em 1748, publicou uma nova edição do ritual Speyerer e em 1768, um novo Hymnal; além disso, ele pediu que os pastores de sua diocese fossem selecionados apenas entre os graduados de seu seminário para sacerdotes; em 1753, anexou ao seminário um colégio dirigido pelos jesuítas; ele determinou que os quatro melhores seminaristas foram treinados na Universidade de Würzburg. Em 1755,
Criado cardeal sacerdote no consistório de 23 de novembro de 1761; o barrete vermelho foi-lhe enviado por breve papal de 27 de novembro de 1761, com o apostólico apostólico monsenhor Pietro Mantica, camareiro particular participante ; O imperador Franz I impôs-lhe o barrete vermelho; ele nunca foi a Roma para receber o chapéu vermelho e o título. O capítulo da catedral frequentemente criticava suas políticas fiscais do principado. Seus esforços para obter a diocese de Worms falharam tanto em 1763 quanto em 1768 por causa de outros interesses da corte vienense. Em 1763, tornou-se reitor de Bruchsal-Odenheim; e desde 1766, reitor de Sankt Viktor em Mainz (por comissão papal). Não participou do conclave de 1769, que elegeu o Papa Clemente XIV, por causa de sua saúde precária e por sofrer de epilepsia. Ele era um homem piedoso com uma afinidade iluminista. Era um animado senhor rococó, que amava a arte, uma corte magnífica e a caça.
Morreu em Speyer em 20 de abril de 1770, de apoplexia. As exéquias solenes aconteceram na catedral de Speyer. Enterrado no nicho do meio da abóbada dos príncipes, igreja de São Pedro, Bruchsal, em 10 de maio de 1770. Seu coração foi depositado diante do altar de Nossa Senhora na igreja do mosteiro de Waghäusel.